# 제9회 제주국제장애인인권영화제
제9회 제주국제장애인인권영화제는 2008년 10월 24일에 열린 시상식이다.

## 수상 및 후보

### 상영작
- 다시, 봄(故 최옥란열사를 기억하며) - 장호경
- 진옥 언니, 학교 가다 - 김진열
- 잠수종과 나비 - 줄리앙 슈나벨
- 내 사랑 제제 - 박배일
- 로드무비 - 서준하
- Tell Me - 이충현
- 선글라스 - 김원영
- 거칠고, 힘들고, 슬프다 - 최윤태
- 봉천9동 - 조규준
- 너의 세계 - 서재경
- 행복한 우리가족 - 윤홍기
- 열정 가득한 이들 - 유승조
- 재미있게 봐주세요 - 이창환
- 아주 인간적인 에티켓 - 류나연
- 미션임파서블 - 김상현 외1명
- 몸이 없는 세계 - Sharon Snyder 외1명
- 힘들지? 아니예요 - 윤지연
- 우리가 가는 길이 역사다! - 안창영